# Tronc de con

Tronc de con.

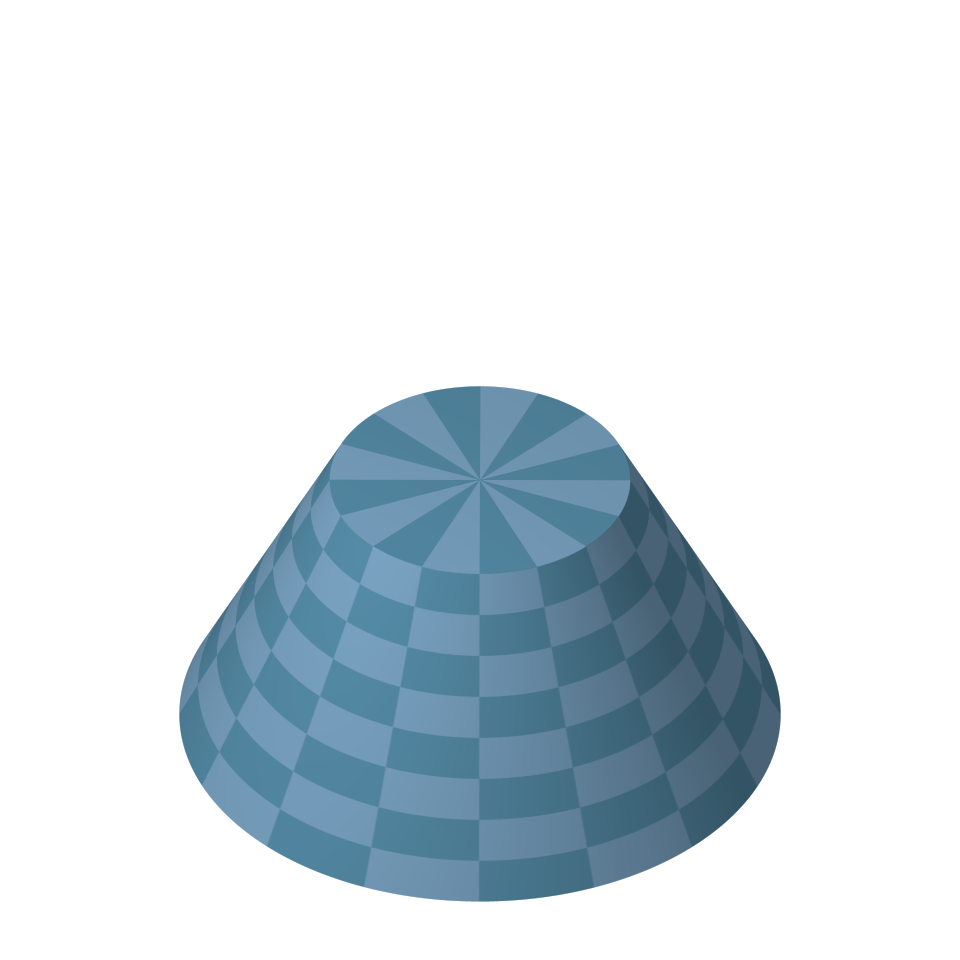
Tronc de con.

El tronc de con és un sòlid de revolució.

El tronc de con, con truncat o tronc de Garófalo és un sòlid de revolució generat per un trapezi rectangle en prendre com a eix de gir el costat perpendicular a les bases.
Un tronc de con recte, de bases paral·leles, és la porció de con comprès entre dos plans que el tallen i són perpendiculars al seu eix. Queda determinat pels radis de les bases, {\displaystyle r_{1}\,} i {\displaystyle r_{2}\,}, altura, {\displaystyle h\,}, i la generatriu, {\displaystyle s\,}, entre les quals es compleix la relació de l'teorema de Pitàgores:
{\displaystyle s^{2}=\left(r_{1}-r_{2}\right)^{2}+h^{2}}

## Àrea i volum
L'àrea lateral d'un tronc de con es pot trobar mitjançant la semisuma dels perímetres de les bases, per la generatriu:
{\displaystyle A_{L}={\frac {2\pi r_{1}+2\pi r_{2}}{2}}s}
{\displaystyle A_{L}=\pi \left(r_{1}+r_{2}\right)s}
L'àrea d'un tronc de con, la qual és l'àrea lateral més l'àrea de les bases superior i inferior, es pot trobar mitjançant la fórmula:
{\displaystyle A=A_{1}+A_{2}+A_{L}\,}
{\displaystyle A=\pi r_{1}^{2}+\pi r_{2}^{2}+\pi \left(r_{1}+r_{2}\right)s}
{\displaystyle A=\pi \left[r_{1}^{2}+r_{2}^{2}+(r_{1}+r_{2}\right)s]}
El volum d'un tronc de con es pot trobar utilitzant el producte entre l'altura del tronc i la mitjana heroniana de l'àrea de les bases:
{\displaystyle V={\frac {h}{3}}\left(A_{1}+A_{2}+{\sqrt {A_{1}A_{2}}}\right)\,}
{\displaystyle V={\frac {h}{3}}\left(\pi r_{1}^{2}+\pi r_{2}^{2}+{\sqrt {\pi r_{1}^{2}\pi r_{2}^{2}}}\right)\,}
{\displaystyle V={\frac {h\pi }{3}}(r_{1}^{2}+r_{2}^{2}+r_{1}r_{2})\,}